# Honda NT 650 V Deauville
Die NT 650 V Deauville [do.vil] ist ein Tourenmotorrad der Mittelklasse des japanischen Fahrzeugherstellers Honda, das von 1998 bis 2005 unter dem Werkscode RC 47 gebaut wurde. Die Verkaufsbezeichnung leitet sich von einem französischen Badeort ab.

## Motor
Der flüssigkeitsgekühlte Zweizylindermotor mit 647 cm³ Hubraum wurde fast unverändert aus der NTV 650 Revere (bis Baujahr 2005) übernommen und erzeugt eine Nennleistung von 41 kW (56 PS). Die zwei Zylinder des V-Motors haben eine Bohrung von 79 mm Durchmesser, die Kolben einen Hub von 66 mm bei einem Verdichtungsverhältnis von 9,2:1.

## Antriebsstrang
Die Kraftübertragung zum Hinterrad erfolgt über eine Kardanwelle. Das Motorrad ist mit einem 5-Gang-Getriebe ausgerüstet und hat sowohl am Vorder- als auch am Hinterrad Scheibenbremsen. Der Tank fasst 19,5 l Benzin. Das Leergewicht der Deauville ist 248 kg.
Mit dem Modelljahr 2002 wurde das Honda-eigene Combined Brake System eingeführt, im Falle der Deauville als „Single-CBS“: Der Handbremshebel wirkt allein auf die Vorderradbremse, der Fußbremshebel wirkt auf die Hinterradbremse und gleichzeitig auf einen Zylinder der Vorderradbremse. Ebenso wurde der Motor modifiziert. Mit dem Modelljahr 2006 wurde die Deauville grundlegend überarbeitet und erhielt neben einem neuen Motor, Saugrohreinspritzung und einem geregelten Fahrzeugkatalysator auch ein optionales Antiblockiersystem.

## Technische Daten
- Motor: Flüssigkeitsgekühlter Zweizylinder-Viertaktmotor (SOHC), 52°-V2, 6 Ventile
- Vergaser: zwei 36,5-mm-⌀-Gleichdruckvergaser
- Max. Leistung:
  - 41 kW (56 PS) bei 7.750/min
  - 37 kW (50 PS) bei 7.500/min
  - 25 kW (34 PS) bei 7.000/min
- Max. Drehmoment:
  - 55 Nm (41 kW) bei 6.250/min
  - 53 Nm (37 kW) bei 4.500/min
  - 51 Nm (25 kW) bei 3.250/min
- Zündung: Digitale Transistorzündung mit elektronischer Frühverstellung
- Starter: Elektrostarter
- Bodenfreiheit: 140 mm
- Felgen Vorne/Hinten: Aluminiumgußfelgen mit drei S-Profil-Speichen
- Bereifung vorne: 120/70 ZR17
- Bereifung hinten: 150/70 ZR17
- Radaufhängung Vorne: 41-mm-⌀-Teleskopgabel, 115 mm Federweg
- Hinten: Zentralfederbein voll einstellbar, 120 mm Federweg
- Bremsen vorne: 296-mm-⌀-Doppelscheibenbremse mit Doppelkolbenbremszangen und Kunststoffbelägen
- Bremsen hinten: 276-mm-⌀-Scheibenbremse mit Einkolbenbremszange und Kunststoffbelägen
- Trockengewicht: 223 kg[1]